# (32462) Janmitchener
(32462) Janmitchener est un astéroïde de la ceinture principale.

## Description
(32462) Janmitchener est un astéroïde de la ceinture principale. Il fut découvert le 24 septembre 2000 à Socorro par le projet LINEAR. Il présente une orbite caractérisée par un demi-grand axe de 3,17 UA, une excentricité de 0,15 et une inclinaison de 0,9° par rapport à l'écliptique.

## Compléments